# United States Astronaut Badge
Le United States Astronaut Badge (insigne d'astronaute des États-Unis) est un insigne américain décerné au personnel militaire et civil qui a suivi une formation et effectué un vol spatial avec succès. Une variante de l'insigne d'astronaute est également délivrée aux civils employés par l'Administration nationale de l'aéronautique et de l'espace (National Aeronautics and Space Administration - NASA) en tant que spécialistes des missions spatiales. Il s'agit de l'insigne de qualification le moins bien attribué par l'armée américaine.

## Éligibilité
Pour obtenir l'insigne d'astronaute, un officier de l'U.S. Air Force ou de l'U.S. Navy et du Marine Corps doit suivre toute la formation requise et participer à un vol spatial à plus de 80 kilomètres au-dessus de la Terre,,. L'U.S. Army a décerné l'insigne à des officiers qui ont orbité autour de la Terre. Dans les années 1960, le ministère de la défense des États-Unis (United States Department of Defense) a décerné des insignes d'astronaute à des pilotes militaires et civils qui avaient piloté des avions à plus de 80 kilomètres d'altitude. Sept pilotes de l'USAF et de la NASA se sont qualifiés pour l'insigne d'astronaute en pilotant l'avion fusée suborbital X-15. [Les pilotes d'essai américains Michael Melvill et Brian Binnie ont reçu chacun un badge d'astronaute commercial de la Federal Aviation Administration (FAA) lorsqu'ils ont effectué des missions suborbitales à bord de l'avion fusée SpaceShipOne de Scaled Composites. Tous les autres qui ont reçu le badge d'astronaute l'ont obtenu en se rendant dans l'espace à bord de fusées non ailées, du X-15 ou de la Navette Spatiale. Trois des membres de l'équipage du vol Ax-1 à bord de la capsule Crew Dragon ont reçu leurs ailes d'astronautes civils des mains de leur commandant de mission lorsqu'ils sont devenus les premiers citoyens à se rendre à la Station spatiale internationale le 9 avril 2022.

## Insignes militaires
Chaque armée émet sa propre version de l'insigne d'astronaute, qui consiste en un insigne d'aviation standard avec un symbole d'astronaute (étoile filante dans un halo) centré sur le bouclier ou l'écusson de l'insigne. Les insignes d'astronaute de l'Armée de l'Air et de l'Armée de terre des États-Unis sont délivrés à trois niveaux : Basic, senior, et command (Air Force)/master (Army). L'insigne d'astronaute de niveau supérieur est indiqué par une étoile centrée au-dessus de la décoration, tandis que le niveau de commandement/maître est indiqué par une étoile et une couronne.

### Astronautes de l'U.S. Air Force
L'insigne des astronautes de l'U.S. Air Force (armée de l'air américaine) consiste en un insigne aéronautique standard de l'armée de l'air américaine sur lequel est centré le dispositif d'astronaute. L'armée de l'air ne considère pas l'astronaute comme une qualification distincte de ses six insignes de qualification établis, mais comme un "qualificatif" pour ces derniers. Il ne peut être décerné que par le chef d'état-major de l'armée de l'air, sur demande écrite, à l'issue d'une mission spatiale opérationnelle. La qualification d'observateur est utilisée pour les spécialistes de mission de l'USAF qui ont terminé leur formation, mais pas de mission, et qui n'ont pas d'autre qualification aéronautique en tant que pilote de l'USAF, pilote de RPA, officier des systèmes de combat, gestionnaire de la bataille aérienne ou médecin de vol. En 2007, l'U.S. Air Force a annoncé l'ouverture des postes de spécialistes de mission astronautes au personnel enrôlé répondant à certaines conditions d'éligibilité,:
- être en service actif dans l'Armée de l'Air américaine (U.S. Air Force)
- être citoyen américain
- être titulaire au minimum d'une licence en ingénierie, en mathématiques, en sciences biologiques ou en sciences physiques, avec trois ans d'expérience.
- être titulaire d'un certificat physique de vol de classe II en cours de validité
- avoir une taille comprise entre 157 et 190 cm.

Aucun badge d'astronaute enrôlé n'a encore été délivré.

### Astronautes de l'US Army
L'insigne d'astronaute en or est délivré par l'Armée américaine (US Army) aux aviateurs, aux médecins de vol et aux membres d'équipage de l'armée de terre qui sont qualifiés d'astronautes. L'insigne d'astronaute est une étoile filante dorée et une orbite elliptique qui est apposée sur le bouclier des insignes d'aviation de l'armée de terre précédemment décernés. Les astronautes de l'armée qui n'ont pas encore effectué de mission et qui n'ont reçu aucun insigne d'aviation auparavant reçoivent l'Aircrew Badge (insigne d'aviation de l'armée). Une fois qu'ils ont effectué une mission, ils reçoivent le dispositif d'astronaute, qui est apposé sur le bouclier de leur insigne d'aviation de l'armée. Le dispositif d'astronaute de l'armée a été approuvé le 17 mai 1983. La version noire de l'insigne et son équivalent cousu peuvent être portés sur l'uniforme de combat de l'Armée (Army Combat Uniform - ACU) ; les ailes argentées avec l'insigne doré peuvent être portées sur les uniformes de service de l'Armée (Army Service Uniform - ASU). Il s'agirait de l'insigne le plus rare délivré par l'Armée américaine,,,.

### Astronautes de l'U.S. Navy, Marine Corps, and Coast Guard
Les insignes des astronautes de la marine sont délivrés en un seul degré aux aviateurs navals et aux officiers de bord de la marine des États-Unis (U.S. Navy), du corps des Marines des États-Unis (U.S. Marine Corps) et des garde-côtes des États-Unis (U.S. Coast Guard), les officiers des trois branches ayant reçu leur titre d'aviateur ou d'officier de bord dans le cadre du programme d'entraînement au vol de l'aéronavale. Les trois branches portent également le même insigne, qui consiste en un insigne d'aviateur naval (naval aviator insignia) ou un insigne d'officier de vol naval avec un dispositif d'astronaute doré centré. Toutefois, la Garde côtière ne remet à ses astronautes que la version aviateur de l'insigne d'astronaute.

## Épingles d'astronautes de la NASA

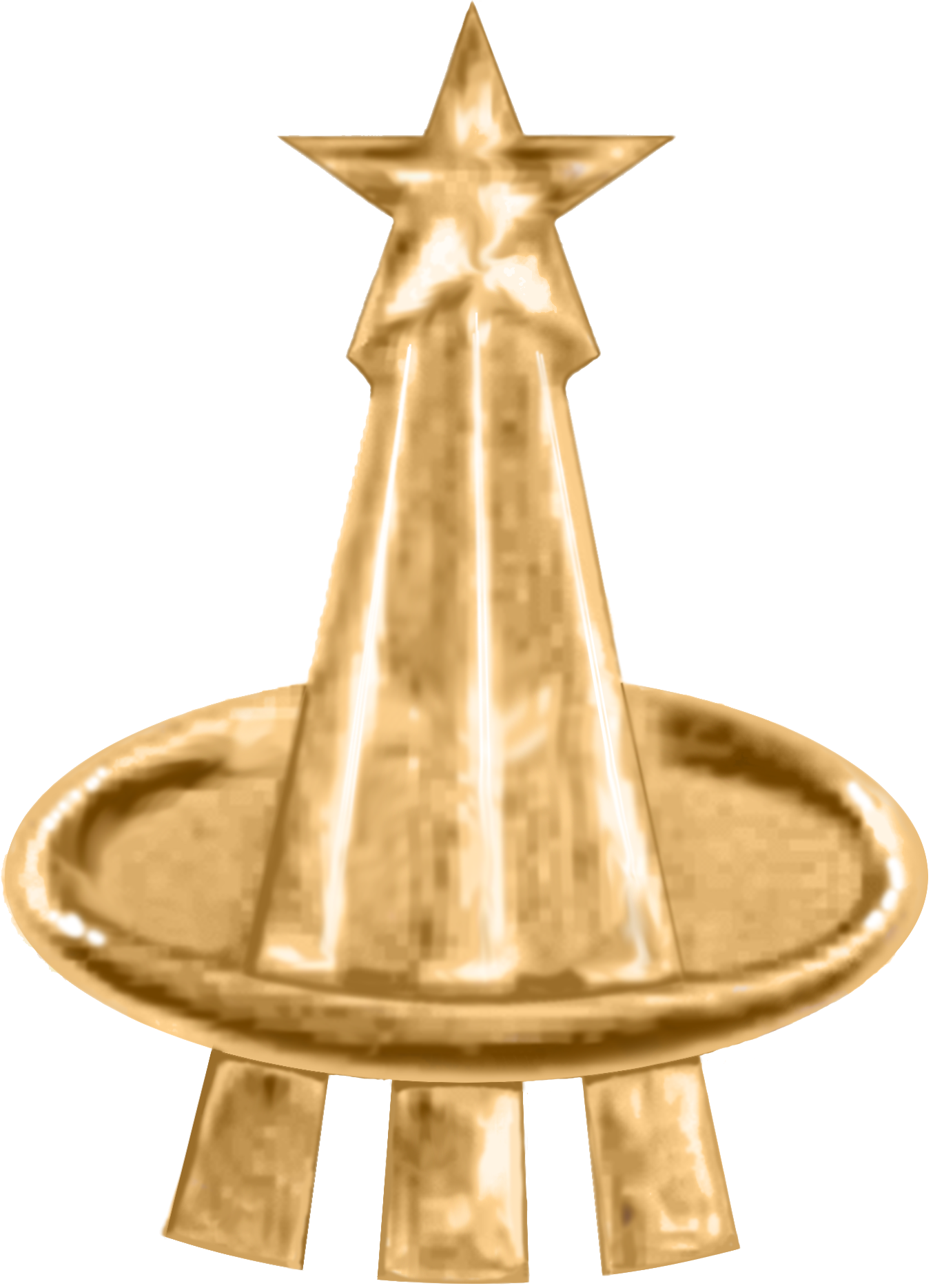
Épingle d'astronaute en or

En plus de l'insigne d'astronaute, qui est porté sur un uniforme militaire, une épingle d'astronaute est également délivrée à tous les astronautes de la NASA, signifiant leur éligibilité pour participer à des missions dans l'espace. Il s'agit notamment des vols vers la Station spatiale internationale et des missions Artemis vers la Lune.
Il s'agit d'un insigne de boutonnière porté sur des vêtements civils. L'épingle est délivrée en deux catégories, argent et or, l'épingle argentée étant décernée aux candidats qui ont suivi avec succès la formation d'astronaute et l'épingle dorée aux astronautes qui ont volé dans l'espace Les candidats astronautes reçoivent l'épingle argentée mais doivent acheter l'épingle dorée pour un coût d'environ 400 dollars. Les astronautes à bord de la mission Mercury 7 ont été les premiers à recevoir les épingles.
Une épinglette d'astronaute unique a été fabriquée pour l'astronaute de la NASA Deke Slayton en 1967. Il était de couleur or, comme ceux offerts aux astronautes qui avaient volé, et comportait un petit diamant incrusté dans l'étoile. Elle a été fabriquée à la demande de l'équipage de la première mission du programme Apollo, en hommage au travail de Slayton à la NASA. L'idée était que tous les membres du bureau des astronautes pensaient que Slayton ne pourrait jamais voler dans l'espace (en raison de sa fibrillation auriculaire paroxystique; il volera plus tard à bord du projet d'essai Apollo-Soyouz en tant que pilote du module d'amarrage), mais comme ils savaient que c'était principalement grâce à lui qu'ils y étaient parvenus, il devait porter une épingle en or plutôt qu'en argent en guise de remerciement. Comme ils savaient que Slayton refuserait de porter exactement le même pin's en or que les astronautes vétérans, le diamant a été ajouté. Le pin's aurait dû être embarqué à bord du vaisseau spatial Apollo 1, puis remis à Slayton à la fin de la mission. Cependant, l'équipage d'Apollo 1 a péri dans un incendie lors d'un exercice d'entraînement le 27 janvier 1967. L'épinglette a été remise à Slayton par les trois veuves de l'équipage décédé en guise de condoléances. Cette épinglette en or sertie de diamants a ensuite été envoyée sur la Lune à bord d'Apollo 11 en juillet 1969.
Un seul pin's d'astronaute en argent repose actuellement sur la surface de la Lune, celui qui appartenait à Clifton Williams, laissé sur place par l'astronaute Alan Bean lors de la mission Apollo 12 en 1969. Williams devait à l'origine se rendre sur la Lune en tant que pilote du module lunaire d'Apollo 12, mais il a été tué dans un accident d'avion avant d'être officiellement affecté au vol. Bean l'a remplacé.

## Badges civils de la NASA et de la FAA
La NASA dispose d'un badge d'astronaute civil, délivré au personnel civil qui participe aux missions spatiales américaines.
L'Administration fédérale de l'aviation (Federal Aviation Administration - FAA) des États-Unis accorde également des ailes d'astronaute commercial aux pilotes commerciaux qui ont effectué un vol spatial avec succès. Deux personnes ont obtenu des ailes commerciales en 2004, et deux autres équipages ont reçu des ailes depuis 2018. Le design des ailes d'astronautes commerciaux de la FAA a été modifié avant les vols de 2018.
| NASA - ailes d'astronautes civils     |                                                 |                                                       |
| ------------------------------------- | ----------------------------------------------- | ----------------------------------------------------- |
| Ailes d'astronautes civils ce la NASA | Ailes d'astronaute commercial de la FAA (2004)) | Ailes d'astronautes commerciaux de la FAA (2018-2021) |

## Insignes de spécialiste de charge utile de la navette spatiale de la NASA
Un insigne unique a été créé pour les personnes servant de spécialistes de charge utile lors des missions de la navette spatiale de la NASA. Les spécialistes de charge utile ont été sélectionnés par diverses organisations :
- des personnes sélectionnées par la communauté des chercheurs, une entreprise ou un consortium transportant une charge utile commerciale à bord du vaisseau spatial
- des astronautes n'appartenant pas à la NASA, sélectionnés par des pays partenaires
- des représentants du pouvoir législatif américain

## Source
- (en) Cet article est partiellement ou en totalité issu de l’article de Wikipédia en anglais intitulé « United States Astronaut Badge » (voir la liste des auteurs).